# Giuseppe Bertolucci
Giuseppe Bertolucci (Parma, 27 de febrero de 1947-Diso, Apulia, 16 de junio de 2012) fue un director y guionista italiano de cine.

## Biografía
Hijo del poeta Attilio Bertolucci y hermano menor de Bernardo. Es primo del productor italiano Giovanni. Tuvo un hijo en 1969 en Bolonia, con una asistente llamada Floriana Demetrio. Su hijo Antonio fue reconocido en 1992 tras la muerte de su madre. Aunque nunca recibió el apellido de su padre, trabajó con Giuseppe y Bernardo hasta la muerte de su padre Giuseppe, después de lo cual fue asistente personal de Bernardo, su tío, a quien acompañó hasta el final. Antonio Demetrio hoy es un empresario de éxito en el campo de la hotelería y propietario de la productora que lleva el apellido de su padre.
Se inició en el mundo del cine ayudando a su hermano Bernardo en el largometraje "Strategia del ragno" (1970). Ambos trabajaron juntos en diferentes proyectos a lo largo de su trayectoria, entre ellos en el guion de la película "Novecento" (1976), que contó los actores Robert De Niro, Donald Sutherland, Gérard Depardieu y Burt Lancaster.
Entre sus obras más conocidas como director destacan "I cammelli" (1988), "La Domenica Specialmente" (1990) y "Berlinguer ti voglio bene" (1977), protagonizada por el oscarizado Roberto Benigni, con quien colaboró en numerosas ocasiones, entre ellas en "Effetti personali" (1983) y "Tuttobenigni" (1983)
Fue miembro del jurado en el Festival de cine de Venecia (2000).

## Muerte
La noticia de su muerte fue anunciada a los medios de comunicación italianos por su viuda, Lucilla Albano, y su hermano mayor, Bernardo. El director falleció a los 65 años de edad en Diso, en la región de Puglia, al sur de Italia, tras un periodo de enfermedad.

## Filmografía
| Año  | Título                                                   | Director            | Función                                                                 |
| ---- | -------------------------------------------------------- | ------------------- | ----------------------------------------------------------------------- |
| 1999 | El dulce rumor de la vida                                | Giuseppe Bertolucci | Director                                                                |
| 1991 | La domenica specialmente                                 | varios              | Director                                                                |
| 1989 | 12 registi per 12 città - 12 directores para 12 ciudades | varios              | Guionista y Director (conjuntamente con su hermano Bernardo Bertolucci) |
| 1979 | La luna                                                  | Bernardo Bertolucci | Guionista                                                               |
| 1977 | Novecento                                                | Bernardo Bertolucci | Guionista                                                               |
| 1997 | Berlinguer, te quiero                                    | Giuseppe Bertolucci | Director                                                                |
| 1975 | Bertolucci secondo il cinema                             | Gianni Amelio       | Guionista                                                               |

## Premios y distinciones
Festival Internacional de Cine de Venecia
| Año  | Categoría    | Película                  | Resultado |
| ---- | ------------ | ------------------------- | --------- |
| 1999 | Premio FEDIC | El dulce rumor de la vida | Ganador   |